# William D. Owen

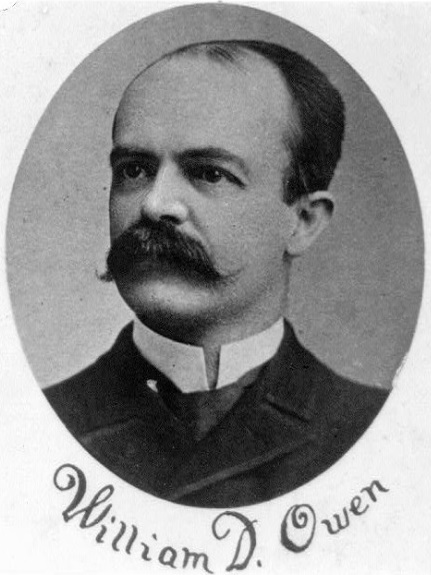
William D. Owen

William Dale Owen (* 6. September 1846 in Bloomington, Indiana; † 1906) war ein US-amerikanischer Politiker. Zwischen 1885 und 1891 vertrat er den Bundesstaat Indiana im US-Repräsentantenhaus.

## Leben
William Owen besuchte bis 1865 die Indiana University Bloomington. Anschließend studierte er Jura. Er hat aber nicht als Jurist gearbeitet; stattdessen wurde er als Geistlicher tätig. Diesen Beruf übte er bis 1878 aus. Gleichzeitig begann er als Mitglied der Republikanischen Partei eine politische Laufbahn. Bei den Kongresswahlen des Jahres 1884 wurde Owen im zehnten Wahlbezirk von Indiana in das US-Repräsentantenhaus in Washington, D.C. gewählt, wo er am 4. März 1885 die Nachfolge von Thomas Jefferson Wood antrat. Nach zwei Wiederwahlen konnte er bis zum 3. März 1891 drei Legislaturperioden im Kongress absolvieren.
Zwischen 1895 und 1899 war Owen als Secretary of State der geschäftsführende Beamte der Staatsregierung von Indiana. Außerdem war er in der Immobilienbranche tätig. Darüber hinaus war er an einer Kautschukplantage in Mexiko beteiligt. William Owen starb im Jahr 1906 während eines Europaaufenthalts; weder sein genaues Sterbedatum noch sein Sterbeort sind überliefert.